# Farsanzes I
Farsanzes I (grec antic: Τιβέριος Ἰούλιος Φαρσάνζης, llatí: Tiberius Iulius Pharsanzes) va ser rei del Bòsfor.
En circumstàncies desconegudes apareix com a rei del Bòsfor entre els anys 235 i 236 en meitat del regnant d'Inintemeros. L'any 239 a Inintemeros el va succeir Rescuporis IV que era el pare de Farsanzes I. El regnat de Rescuporis va ser l'escenari aparent d'una lluita amb el seu fill que va ocupar el tron cap a l'any 253 però per un període breu. L'any 257 aproximadament va tornar al tron on es va mantenir fins al 261 quan ja torna a aparèixer Rescuporis (IV?). Els seus germans Quedosbi, Sauromates IV i Teiranes també van ser reis.